# Trilogia della villeggiatura

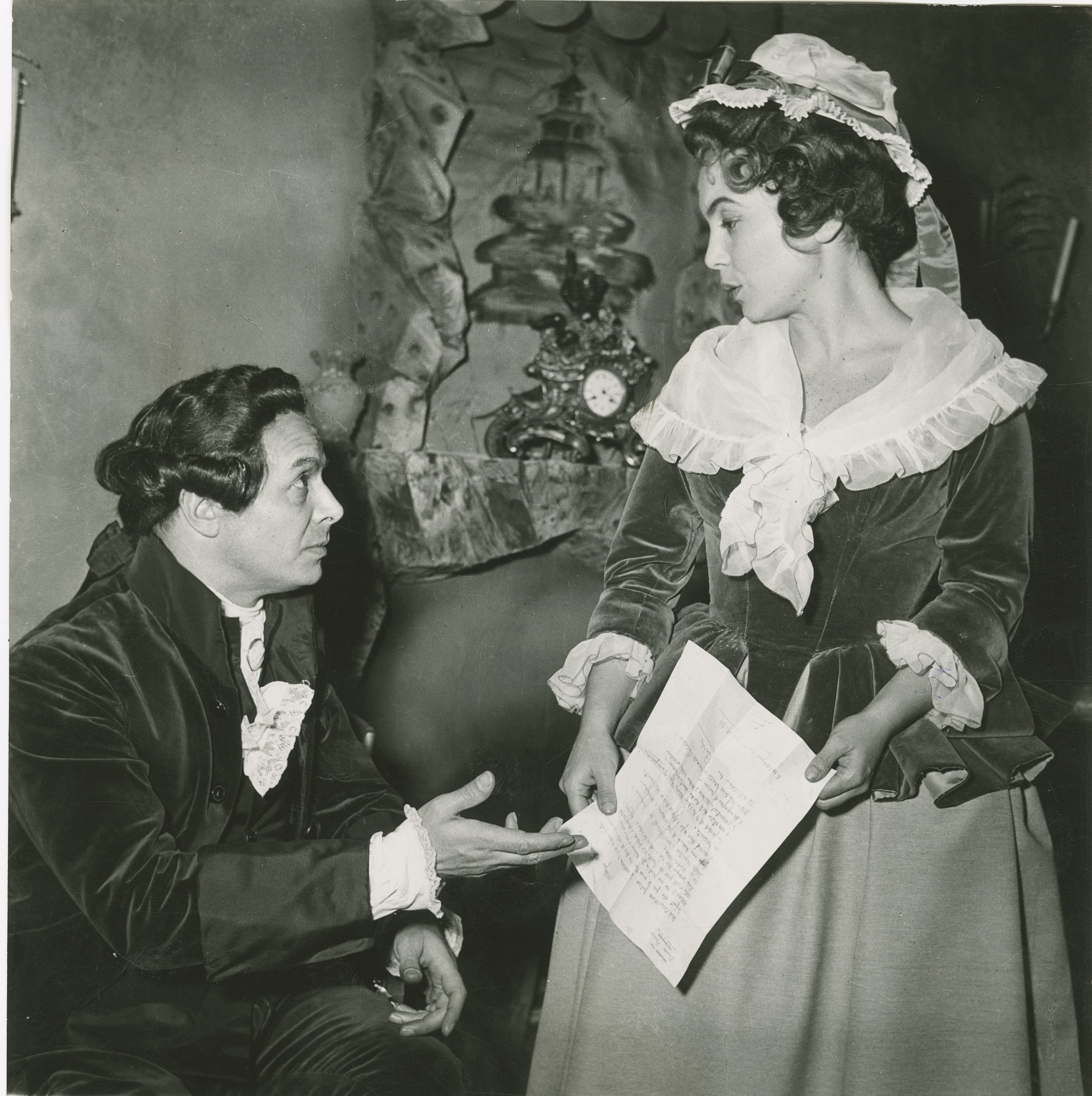
Piccolo Teatro di Milano. Tino Carraro e Fulvia Mammi in una scena di Trilogia della villeggiatura di con la regia di Giorgio Strehler.

Con Trilogia della villeggiatura si fa riferimento a un ciclo di tre commedie che il commediografo Carlo Goldoni compose per la stagione autunnale 1761 per il Teatro San Luca di Venezia: Le smanie per la villeggiatura, Le avventure della villeggiatura, Il ritorno dalla villeggiatura.
Con questa impresa si aprì l'ultimo anno comico di Goldoni a Venezia, prima della sua partenza per la Francia.
Il tema, già affrontato in passato dall'autore ne Il prodigo (1739), ne I malcontenti (1755) e ne La villeggiatura (1756), ha lo scopo di mettere in ridicolo bonariamente le tipiche vacanze in campagna degli appartenenti alle classi agiate della Venezia dell'epoca. 
(Carlo Goldoni, prefazione a Le smanie per la villeggiatura)
(Carlo Goldoni, Mémoires)